# Mid West (Western Australia)
Koordinaten: 28° 0′ S, 114° 0′ O
Mid West ist eine der neun Regionen in Western Australia, Australien. Sie liegt an der Westküste Australiens und erstreckt sich über 200 km nördlich und südlich. Östlich erstreckt sich die Region mehr als 800 km ins Inland bis Wiluna in der Gibsonwüste. Mid West bedeckt eine Fläche von 472.336 km² mit einer Bevölkerung von etwa 52.000 Menschen.

## Geschichte
Seit Tausenden von Jahren lebten in dieser Region Stämme der Aborigines, die zusammengefasst Yamaji genannt werden, es waren dies die Clans der Nanda an der Nordküste, die Nagguja an der Südküste, die Amangu um Geraldton und der Greater Geraldton Region einschließlich der nördlichen Midlands um Morawa, die Wajarri um die Region von Murchison bei Mullewa und weiter nördlich bei Meekatharra, die Badimia weiter im Inland von Yalgoo sowie bei Paines Find und im Gebiet des Mount Magnet. Die Stämme der Western Desert waren weiter östlich von Wiluna am Ende der Gibsonwüste und der Kleinen Sandwüste.
Holländer waren die ersten Europäer, die die Region von Mid West betraten. 1629 kam die Batavia in die Region der Houtman-Abrolhos-Archipel vor der Küste von Mid West. 48 Männer des Schiffes einschließlich des François Pelsaert kamen an Land, um Trinkwasser zu fassen.
Die europäische Erkundung und Besiedlung der Region begann in den frühen 1800er Jahren, nachdem Perth besiedelt war. Leutnant George Robert Gray erkundete die Küste bis zur Shark Bay, und weitere Entdeckungsreisen von Robert Austin, Augustus Gregory und Francis Thomas Gregory folgten.

## Ökonomie
Um 1850 begann die landwirtschaftliche Nutzung der Region als auch der Abbau von Kupfer. Die ersten Besiedelung umfassten Champion Bay – das heutige Geraldton, Northampton und Mullewa. Als in den späten 1880er Jahren Gold gefunden wurde, kamen Goldsucher nach Cue an den Mount Magnet und nach Yalgoo. Später im 20. Jahrhundert wurden Öl- und andere Mineralvorkommen der Region wirtschaftlich bedeutend. Fischfang und der Fang von Hummern hat ebenso wirtschaftliche Bedeutung, wie auch der Tourismus.
Die wirtschaftlichen Verhältnisse schwanken je nach Lage und Klima. In der Nähe der Küste fällt zwischen 400 und 500 mm Niederschlag, was eine intensive Landwirtschaft ermöglicht. Weiter im Inland sinkt der Niederschlag auf weniger als 250 mm. Das Inland wird wirtschaftlich vom Bergbau von Gold, Nickel und anderen Metallen und Mineralen dominiert.

## Lokale Verwaltung
Das Wirtschafts- und Verwaltungszentrum der Region befindet sich in Geraldton. Verwaltet wird die Region von Mid West durch 18 folgende Local Government Areas:
- Shire of Carnamah
- Shire of Chapman Valley
- Shire of Coorow
- Shire of Cue
- City of Geraldton-Greenough
- Shire of Irwin
- Shire of Meekatharra
- Shire of Mingenew
- Shire of Morawa
- Shire of Mount Magnet
- Shire of Mullewa
- Shire of Murchison
- Shire of Northampton
- Shire of Perenjori
- Shire of Sandstone
- Shire of Three Springs
- Shire of Wiluna
- Shire of Yalgoo